# White Lies for Dark Times
White Lies for Dark Times è un album di Ben Harper con il gruppo musicale dei Relentless7, pubblicato dall'etichetta discografica Virgin Records nell'aprile del 2009.
Si tratta del primo album pubblicato dall'artista di Claremont dopo la separazione dai The Innocent Criminals.
Contiene 11 brani, registrati in studio.

## Tracce
1. Number with No Name – 3:05
2. Up to You Now – 5:01
3. Shimmer and Shine – 3:06
4. Lay There and Hate Me – 4:15
5. Why Must You Always Dress in Black – 4:43
6. Skin Thin – 4:34
7. Fly One Time – 4:12
8. Keep It Together (So I Can Fall Apart) – 4:56
9. Boots Like These – 3:54
10. The Word Suicide – 5:04
11. Faithfully Remain – 4:28